# Ursprungpass
Der Ursprungpass ist ein 836 m hoher Gebirgspass in den Alpen an der Grenze zwischen Deutschland (Bayern) und Österreich (Tirol).
Der Pass befindet sich in den Bayerischen Voralpen, einer Gebirgsgruppe der Nördlichen Kalkalpen. Er liegt rund 11,5 km (Luftlinie) westlich von Kufstein (Tirol) und verbindet das Ursprungtal (Bayern) im Norden mit dem Thierseetal (Tirol) im Süden. Im Ursprungtal fließt einer der Quellflüsse der Leitzach in Richtung Norden nach Bayrischzell. Im Thierseetal fließt die Thierseer Ache und liegen der namensgebende Thiersee und die Gemeinde bzw. Ortschaft Thiersee.
Während sich das Flusstal unterhalb des Ortsteils Vorderthiersee nach Nordosten wendet und steil Richtung Wachtl und Kiefersfelden (Bayern) abfällt, verläuft die Straße auf Tiroler Gebiet nach Osten und führt kurvenreich über die Marblinger Höhe (683 m ü. A.) und vorbei am Längsee nach Kufstein. Dieser Abschnitt ist zwar nicht mehr der Ursprung-Passstraße zuzurechnen, ist aber deren einzige Fortsetzung aus dem Tal heraus. Die Steigungen bzw. Gefälle zwischen Bayrischzell und Kufstein betragen maximal 13 % und sind mit Wohnanhänger befahrbar.

## Geschichte
Der Ursprung ist erstmals im Gründungsbericht von Kloster Scheyern aus der Zeit vor 1056 als „usque ad locum Chiuirinis Ursprinch“ genannt, worunter das Quellgebiet der Kieferache bzw. des Klausbachs im Weiler Ursprung zu verstehen ist.
Am 12. Mai 1809 kam es zu einem Gefecht zwischen den Tirolern und den vereinigten Bayern/Franzosen, in dessen Verlauf sich  der Leutnant des 5. Linieninfanterieregiments Preysing und spätere General Karl Freiherr von Pflummern besonders auszeichnete.